# Distretto di Furubira
Il distretto di Furubira (古平郡?) è uno dei distretti della Sottoprefettura di Shiribeshi, Hokkaidō, in Giappone.
Attualmente comprende il solo comune di Furubira.